# X-37B OTV-4
X-37B OTV-4 eller USA-261 var den fjärde rymdflygningen av en X-37B, av USA:s flygvapen. Man ville inte avslöja vad farkosten ska användas till, utan meddelade bara att man bland annat ska testa en mängd olika material och en jonmotor kallad XR-5A, från företaget Aerojet Rocketdyne. Uppskjutningen skedde den 20 maj 2015, med en Atlas V-raket från Cape Canaveral Air Force Station i Florida.
Efter 718 dagar i rymden återinträdde farkosten i jordens atmosfär och landade på Kennedy Space Center i Florida den 7 maj 2017.

### Fotnoter
1. ↑  ”NASA Space Science Data Coordinated Archive” (på engelska). NASA. https://nssdc.gsfc.nasa.gov/nmc/spacecraft/display.action?id=2015-025A. Läst 2 mars 2020.
2. ↑  Gunter's Space Page, läst 19 oktober 2016.